# Żmigród (gmina)
Żmigród – gmina miejsko-wiejska w województwie dolnośląskim, w powiecie trzebnickim. W latach 1975–1998 gmina położona była w województwie wrocławskim.
Siedziba gminy to Żmigród.
Według danych z 30 czerwca 2016 gminę zamieszkiwało 14 808 osób. Natomiast według danych z 30 czerwca 2020 roku gminę zamieszkiwało 14 635 osób.
1 września 1977 do gminy Żmigród włączono wsie Baranowice, Grabówka, Niezgoda, Olsza i Wilkowo ze zniesionej gminy Sułów. Cztery z tych sołectw (oprócz Niezgody) włączono 1 stycznia 1996 do gminy Milicz.

## Struktura powierzchni
Według danych z roku 2002 gmina Żmigród ma obszar 292,14 km², w tym:
- użytki rolne: 56%
- użytki leśne: 29%

Gmina stanowi 28,49% powierzchni powiatu.

## Demografia

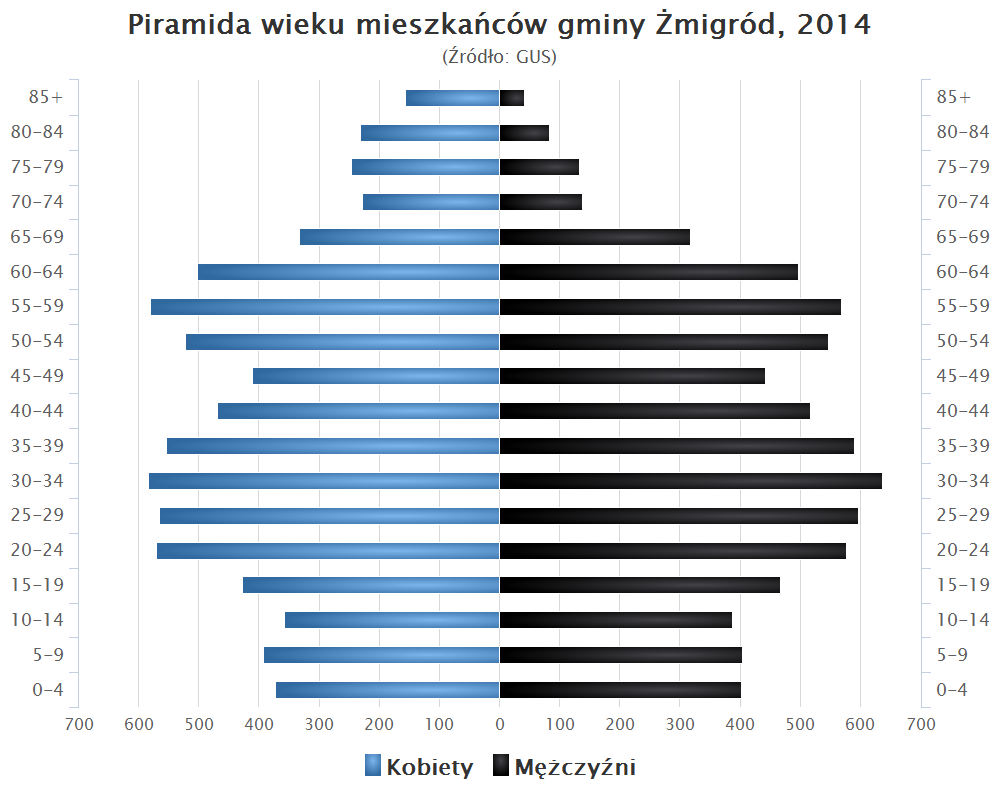
Piramida wieku mieszkańców gminy Żmigród w 2014 roku

Dane z 30 czerwca 2004:
| Opis                              | Ogółem | Ogółem | Kobiety | Kobiety | Mężczyźni | Mężczyźni |
| --------------------------------- | ------ | ------ | ------- | ------- | --------- | --------- |
| jednostka                         | osób   | %      | osób    | %       | osób      | %         |
| populacja                         | 15 059 | 100    | 7649    | 50,8    | 7410      | 49,2      |
| gęstość zaludnienia (mieszk./km²) | 51,5   | 51,5   | 26,2    | 26,2    | 25,4      | 25,4      |

## Ochrona przyrody
Na obszarze gminy znajdują się następujące rezerwaty przyrody:
- rezerwat przyrody Olszyny Niezgodzkie – naturalne lasy bagienne w zasięgu rzeki Ługi;
- rezerwat przyrody Radziądz – chroni las liściasty o charakterze grądu europejskiego;
- częściowo rezerwat przyrody Stawy Milickie – chroni unikatowy w skali kraju i Europy obszar wodno-błotny. Składa się z 5 kompleksów stawowych, lasów i innych gruntów o łącznej powierzchni 5324 ha.

## Sołectwa
Barkowo, Borek, Borzęcin, Bychowo, Chodlewo, Dębno, Dobrosławice, Garbce, Gatka, Grądzik, Kanclerzowice, Karnice, Kaszyce Milickie, Kędzie, Kliszkowice, Korzeńsko, Książęca Wieś, Laskowa, Łapczyce, Morzęcino, Niezgoda, Osiek, Powidzko, Przedkowice, Przywsie, Radziądz, Ruda Żmigrodzka, Sanie, Węglewo, Żmigródek.
Miejscowości bez statusu sołectwa: Barkówko, Biedaszkowo, Borek (osada leśna w powiecie trzebnickim), Bukołowo (wieś), Bukołowo (osada), Czarny Las, Gola, Góreczki, Hucisko, Jamnik, Kliszkowice Małe, Łabuzki, Nowe Domy, Nowik, Osiek Mały, Rogożowa, Sieczków, Stróże, Szarlotka, Szarzyna, Szydłów, Wierzbina, Żmigród (osada).

## Sąsiednie gminy
Milicz, Prusice, Rawicz, Trzebnica, Wąsosz, Wińsko